# Modraszek dorylas
Modraszek dorylas (Polyommatus dorylas) – motyl dzienny z rodziny modraszkowatych.

## Wygląd
Rozpiętość skrzydeł od 34 do 36 mm, dymorfizm płciowy wyraźny: wierzchnia strona skrzydeł samców błękitna, a u samic - brunatna.

## Siedlisko
Murawy kserotermiczne na wzgórzach, żwirownie, kamieniołomy, suche wąwozy.

## Biologia i rozwój
W Polsce wykształca najprawdopodobniej tylko jedno pokolenie w roku (koniec czerwca-połowa sierpnia). Roślina żywicielska: przelot pospolity. Jaja barwy białej składane są pojedynczo na kwiatach i spodzie liści roślin żywicielskich. Larwy wylęgają się po 1-1,5 tygodnia. żerują na kwiatach i liściach. Myrmekofilia fakultatywna - mrówki towarzyszące to hurtnica podobna, wścieklica uszatka i pierwomrówka żwirowa. Zimują młode larwy. Stadium poczwarki trwa 2-4 tygodnie. 

## Rozmieszczenie geograficzne
Gatunek europejski, w  Polsce występuje lokalnie w południowej części kraju, w Tatrach do wysokości 1400 m n.p.m. Dawniej występował również na północy kraju, lecz wymarł prawdopodobnie wskutek zarastania starych żwirowni. Gatunek zanika w środkowej i północnej Europie.